# Peter Grünberg
Peter Grünberg (18 tháng 5 năm 1939 – 7 tháng 4 năm 2018) là một nhà vật lý người Đức. Ông được nhận giải thưởng Nobel Vật lý năm 2007 cùng với nhà vật lý người Pháp Albert Fert nhờ khám phá về từ điện trở khổng lồ (tiếng Anh: giant magnetoresistance).

## Tiểu sử
Grünberg sinh ở Pilsen, Bohemia, thời gian đó quân đội phát xít Đức đang chiếm đóng vùng Bohemia và Moravia (bây giờ gọi là Cộng hòa Séc). Ông sinh ra trong một gia đình người Đức sống ở Séc, bố là Feodor A. Grünberg và mẹ là Anna và nơi họ sống đầu tiên là ở Dysina (Dýšina) phía Đông của Pilsen.
Sau chiến tranh, gia đình ông bị ly tán, bố mẹ ông bị chuyển đến một trại. Bố ông, một kĩ sư sinh ở Nga, làm việc cho Škoda từ 1928, và mất vào ngày 27/11/1945 ở một nhà tù Séc và bị chôn trong khu mộ tập trung ở Pilsen. Mẹ ông bà Anna (mất năm 2002 ở tuổi 100) phải làm nông nghiệp và ở với bố mẹ của bà ở nhà Petermann tại Untersekerschan (Dolní Sekyřany), nơi sau này các con bà (Peter Grünberg cùng một chị sinh năm 1937) được chuyển tới. Gia đình ông, giống như nhiều người Đức khác, đã bị trục xuất khỏi Séc năm 1946. Gia đình và cậu bé 7 tuổi Peter được chuyển đến Lauterbach, Hesse và cậu đi học ở đây.
Grünberg nhận bằng cử nhân bậc trung (intermediate diploma) năm 1962 ở trường Đại học Johann Wolfgang Goethe ở Frankfurt. Sau đó ông học Đại học công nghệ Darmstadt, nơi ông nhận bằng cử nhân về vật lý năm 1966 và bằng tiến sĩ năm 1969. Từ 1969–1972, ông nghiên cứu sau tiến sĩ tại Đại học Carleton ở Ottawa, Canada. Sau đó ông vào làm việc ở Viện Vật lý chất rắn của Trung tâm nghiên cứu Jülich, nơi ông trở thành nhà nghiên cứu hàng đầu về màng mỏng và đa lớp từ cho đến khi ông nghỉ hưu năm 2004.

## Nghiên cứu
Năm 1986 ông khám phá ra sự trao đổi cặp phản song song giữa các lớp sắt từ cách nhau bởi một lớp mỏng phi sắt từ, và vào năm 1988 ông khám phá ra hiệu ứng từ điện trở khổng lồ (GMR). GMR cũng được khám phá đồng thời và độc lập bởi Albert Fert ở trường Đại học Paris-Sud. Hiệu ứng này đã được áp dụng để nâng cao khả năng đọc và ghi trong các ổ đĩa cứng hiện đại. Một ứng dụng khác của hiệu ứng GMR là đảm bảo sự ổn định trong bộ nhớ truy cập từ ngẫu nhiên.
Ngoài giải thưởng Nobel vật lý, các nghiên cứu của Grünberg cũng được trao giải trong Giải thưởng quốc tế APS cho Các Vật liệu mới, Giải thưởng của hiệp hội quốc tế về Vật lý từ lý thuyết và ứng dụng, Giải thưởng Vật lý châu Âu Hewlett-Packard, Giải Wolf Vật lý và Giải thưởng Nhật Bản 2007. Ông giành Giải thưởng Tương lai Đức về Công nghệ và Sáng tạo năm 1998 và được nêu tên "Nhà sáng chế châu Âu của năm" trong phần "Các đại học và các viện nghiên cứu" Cơ quan bằng sáng chế châu Âu và Ủy ban châu Âu năm 2006.

## Các bài báo nghiên cứu, sáng chế nổi bật
Bằng sáng chế
- DE 3820475 Lưu trữ ngày 19 tháng 2 năm 2020 tại Wayback Machine "Magnetfeldsensor mit ferromagnetischer, dünner Schicht" filed on 16.06.1988
- US 4949039[liên kết hỏng] "Magnetic field sensor with ferromagnetic thin layers having magnetically antiparallel polarized components"

Các bài báo
- Grünberg, Peter, Y. Suzuki, T. Katayama, K. Takanashi, R. Schreiber, K. Tanaka. 1997. "The magneto-optical effect of Cr(001) wedged ultrathin films grown on Fe(001)". JMMM . 165, 134.
- P. Grünberg, J.A. Wolf, R.Schäfer. 1996. "Long Range Exchange Interactions in Epitaxial Layered Magnetic Structures". Physica B 221, 357.
- M. Schäfer, Q. Leng, R. Schreiber, K. Takanashi, P. Grünberg, W. Zinn. 1995. "Experiments on Interlayer Exchange Coupling" (invited at 5th NEC Symp., Karuizawa, Japan). J. of Mat. Sci. and Eng. . B31, 17.
- A. Fert, P. Grünberg, A. Barthelemy, F. Petroff, W. Zinn (invited at ICM in Warsaw, 1994). 1995. "Layered magnetic structures: interlayer exchange coupling and giant magnetoresistance". JMMM. 140-144, 1.
- P. Grünberg, A. Fuß, Q. Leng, R. Schreiber, J.A. Wolf. 1993. "Interlayer Coupling and its Relation to Growth and Structure". Proc. of NATO workshop on "Magnetism and Structure in Systems of Reduced Dimension", ed. by R.F.C. Farrow et al., NATO ASI Series B: Physics Vol. 309, p. 87, Plenum Press, N.Y. 1993.
- A. Fuß, S. Demokritov, P. Grünberg, W. Zinn. 1992. "Short- and long period oscillations in the exchange coupling of Fe across epitaxially grown Al- and Au-interlayers". JMMM. 103, L211.
- G. Binasch, P. Grünberg, F. Saurenbach, W. Zinn. 1989. "Enhanced magnetoresistance in Fe-Cr layered structures with antiferromagnetic interlayer exchange". Physical Review B39. 4282.
- P. Grünberg, R. Schreiber, Y. Pang, M.B. Brodsky, H. Sowers. 1986. "Layered Magnetic Structures: Evidence for antiferromagnetic coupling of Fe-layers across Cr-interlayers". Physical Review Letters. 57, 2442.